# Lisa Blunt Rochester
Lisa LaTrelle Blunt Rochester (* 10. února 1962 Filadelfie, Pensylvánie) je americká politička za Demokratickou stranu. Od ledna 2025 je senátorkou USA za stát Delaware.
Narodila se ve Filadelfii, ale v roce 1969 se přestěhovala do Wilmingtonu. V mládí studovala na Villanova University, Fairleigh Dickinson University a na University of Delaware. V roce 1989 pracovala jako stážistka pro pozdějšího delawarského senátora Toma Carpere. V letech 2017 až 2025 byla členkou Sněmovny reprezentantů za jediný delawarský okrsek. Stala se tak první Afroameričankou reprezentující ve Sněmovně reprezentantů stát Delaware. 
V červnu 2023 Rochesterová oznámila kandidaturu na funkci americké senátorky. Její předchůdce Tom Carper její kandidaturu podpořil a se ziskem 57 % hlasů nakonec Carpera porazila Republikána Erica Hansena.
Poprvé byla vdaná v letech 1982 až 2003, kdy se manželství rozvedlo. Podruhé se vdala v roce 2006, ale v roce 2014 její manžel zemřel. Z prvního manželství má dvě děti. Je protestantského vyznání.